# Procesión del Sufragio Femenino
El Desfile por el sufragio femenino de 1913 también conocido con como la Procesión del Sufragio Femenino, se celebró el 3 de marzo de 1913 y fue el primer desfile sufragista en Washington D. C. También fue la primera gran marcha organizada en Washington con fines políticos. La procesión fue organizada por las sufragistas Alice Paul y Lucy Burns para la Asociación Nacional por el Sufragio de las Mujeres Americanas (National American Woman Suffrage Association) (NAWSA). La planificación del evento comenzó en Washington en diciembre de 1912. Como se indica en su programa oficial, el objetivo del desfile era "marchar en un espíritu de protesta contra la actual organización política de la sociedad, de la cual las mujeres están excluidas".
El número de participantes varía entre 5.000 y 10.000 manifestantes. Sufragistas y simpatizantes marcharon por la Avenida Pensilvania el lunes 3 de marzo de 1913, el día antes de la toma de posesión del presidente Woodrow Wilson. Paul había elegido el lugar y la fecha para maximizar la publicidad, pero encontró resistencia por parte del departamento de policía de DC. La manifestación consistió en una procesión con carrozas, bandas y diversos grupos que representaban a las mujeres en el hogar, en la escuela y en el lugar de trabajo. En el Edificio del Tesoro de Washington se representaron una serie de cuadros alegóricos durante el desfile. El acto final fue un mitin en el Memorial Continental Hall con destacadas oradoras, entre ellas Anna Howard Shaw y Helen Keller.
Antes del evento, la participación negra en la marcha amenazó con causar una ruptura con las delegaciones de los estados del Sur. Algunas personas negras marcharon con delegaciones estatales. Un grupo de la Universidad Howard participó en el desfile. Algunas fuentes afirman que las mujeres negras fueron segregadas en la parte posterior del desfile; sin embargo, fuentes contemporáneas sugieren que marcharon con sus respectivas delegaciones estatales o grupos profesionales.
Durante la procesión, la policía del distrito no logró mantener a la enorme multitud fuera de la calle, lo que impidió el avance de las manifestantes. Muchas participantes fueron objeto de abucheos por parte de quienes las estaban mirando, aunque había muchas simpatizantes presentes. Las manifestantes fueron finalmente ayudadas por grupos de ciudadanos y finalmente por la caballería. La policía fue sometida a una investigación del Congreso debido a fallos de seguridad. El evento marcó el estreno de la campaña de Paul para reorientar el movimiento por el sufragio hacia la obtención de una reforma constitucional a favor del sufragio femenino. El objetivo era presionar al presidente Wilson para que apoyara una enmienda, pero él se resistió a las demandas durante años.
La procesión apareció en la película Ángeles de hierro (Iron Jawed Angels) de 2004. Está previsto que en 2026 circule un nuevo billete de diez dólares estadounidenses con imágenes de un desfile.

## Antecedentes

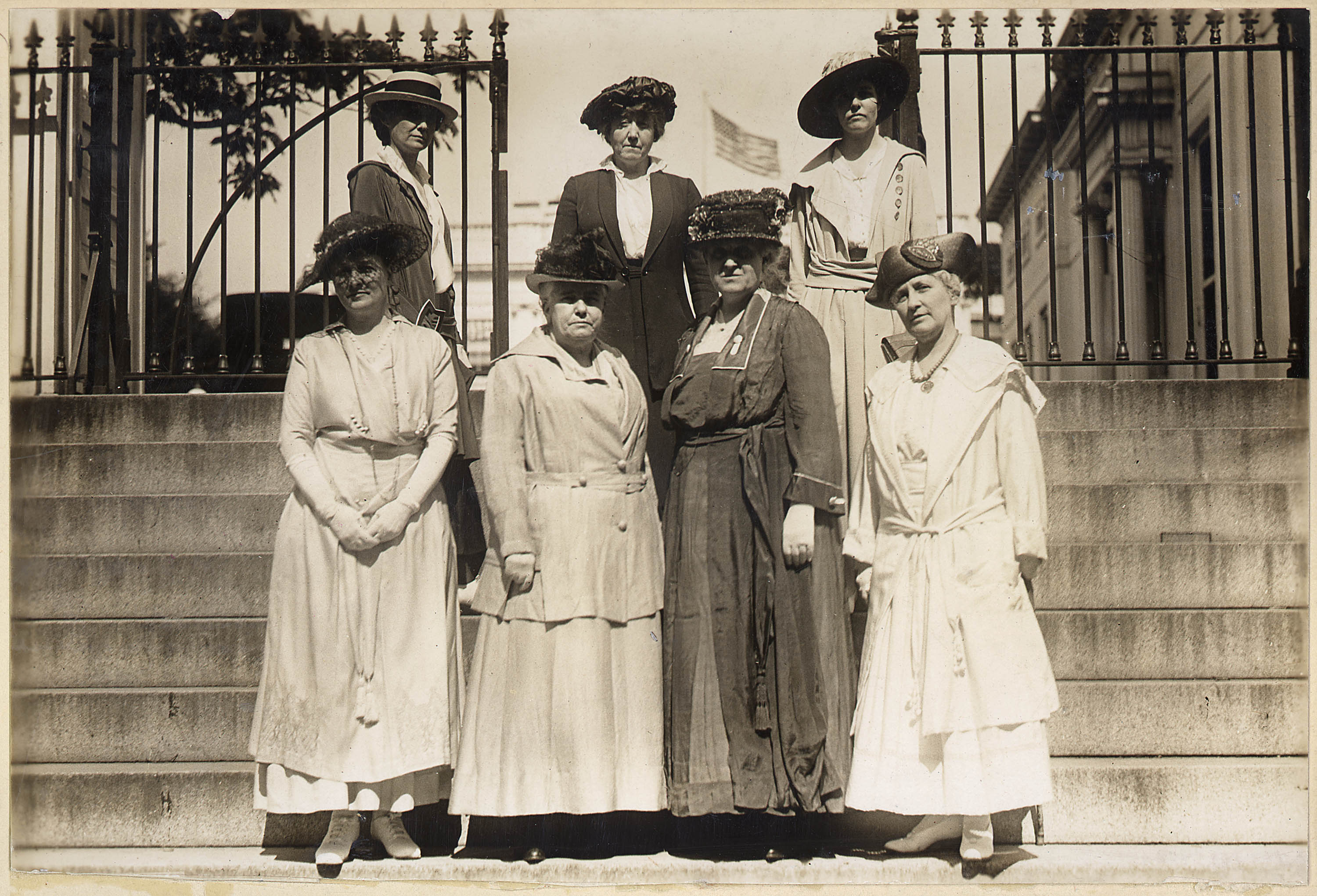
Representantes de la NAWSA en torno a 1916. Primera fila: Sra. Wood Park, Anna Howard Shaw, Carrie Chapman Catt, Helen H. Gardner : segunda fila, Rose Emmet Young, Sra. George Bass y Ruth White.

Las sufragistas estadounidenses Alice Paul y Lucy Burns encabezaron una campaña para adoptar una estrategia nacional a favor del sufragio femenino en la Asociación Nacional Americana por el Sufragio Femenino .  : 362  Paul y Burns habían conocido de primera mano la eficacia del activismo militante mientras trabajaban con Emmeline Pankhurst en la Unión Social y Política de Mujeres (WSPU) en Gran Bretaña.Aprendieron a preparar manifestaciones, reuniones y marchas, conocimientos que ambas pondrían en práctica al regresar a Estados Unidos. Tenían también la experiencia de primera mano de ser encarceladas como respuesta contra el activismo sufragista en Londres. Habían hecho huelgas de hambre y sufrido alimentación forzada .  No tenían miedo de actuar de manera provocadora a pesar de conocer las posibles consecuencias de ello. La procesión sería su primera incursión en el activismo militante a nivel nacional.  : 365 
Paul y Burns descubrieron que muchas sufragistas apoyaban las tácticas militantes de la WSPU, entre ellas Harriot Stanton Blatch, Alva Belmont, Elizabeth Robins y Rhetta Child Dorr.  : 363–364  Burns y Paul reconocieron que las mujeres de los seis estados que tenían sufragio pleno en ese momento constituían un poderoso bloque electoral. Presentaron una propuesta a Anna Howard Shaw y al liderazgo de NAWSA en su convención anual en 1912. Las dirigentes no estaban interesadas en cambiar la estrategia estado por estado y rechazaron la idea de realizar una campaña que responsabilizara al Partido Demócrata. Paul y Burns apelaron a la destacada reformadora Jane Addams, quien intercedió en su nombre, favoreciendo el nombramiento de Paul como presidenta del Comité del Congreso.  : 362 
Hasta ese momento, el movimiento por el sufragio femenino había utilizado la oratoria y los argumentos por escrito para defender la reivindicación ante el público. Paul creyó que ya era hora de añadir un fuerte elemento visual a la campaña, incluso mayor que el que había planeado para la conferencia de la NAWSA de 1912.  Si bien sus tácticas no fueron violentas, Paul explotó elementos de peligro en sus eventos.  Su plan de utilizar la retórica visual tenía como objetivo tener un impacto duradero.  Consideró que ya era hora de que las mujeres dejaran de mendigar el sufragio y lo exigieran mediante la presión política.   Aunque las sufragistas habían organizado marchas en muchas ciudades,  esta sería la primera vez que esto ocurría en Washington D. C. También sería la primera gran manifestación política en la capital del país. La única manifestación similar anterior había sido convocada  por un grupo de quinientos hombres conocidos como el Ejército de Coxey, que habían salido a protestar por el desempleo en 1894. 
Cuando Paul y Burns fueron designadas para dirigir el Comité del Congreso de la NAWSA, este comité era simplemente un comité en la sombra encabezado por Elizabeth Kent, esposa de un congresista de California, con un presupuesto anual de diez dólares que en su mayor parte no se gastaba.  : 362  Con Paul y Burns al frente, el comité vivió el impulso a favor de una enmienda que permitiera el sufragio nacional.  A finales de 1913, Paul informó a la NAWSA que el comité había recaudado y gastado más de 25.000 dólares en la causa del sufragio durante el año.  : 377 
Paul y Burns persuadieron a la NAWSA para que respaldara un inmenso desfile a favor del sufragio en Washington D. C., coincidiendo con la toma de posesión del recién elegido presidente Woodrow Wilson prevista para marzo. La dirección de la NAWSA entregó toda la operación al comité.  Organizaron voluntarias, planificaron y recaudaron fondos en preparación para el desfile con poca ayuda de la NAWSA. 

## Planificación

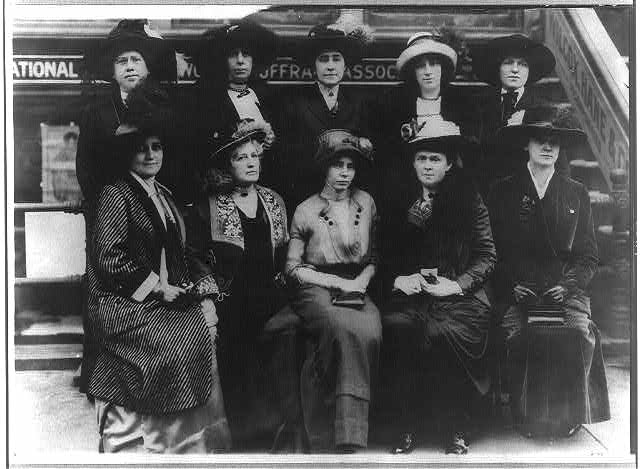
Miembros del Comité del Congreso de la NAWSA. En la última fila, segunda desde la izquierda está Nina Allender ; segunda desde la derecha está Hazel MacKaye ; a la extrema derecha Elsie Hill. Primera fila (de izq. a der.): Glenna Tinnin, Helen Gardener, Alice Paul, Elizabeth Thatcher Kent y Genevieve Stone.

### Comités y reclutamiento
Una vez que la junta aprobó el desfile en diciembre de 1912, nombró a Dora Lewis, Mary Ritter Beard y Crystal Eastman para el comité, aunque todas trabajaban fuera de Washington. Todo el dinero que Paul recaudaba tenía que ser canalizado a través de la NAWSA, aunque ella no siempre cumplía.  
Paul llegó a Washington D. C., en diciembre de 1912 para comenzar a organizar el evento. Cuando el Comité del Congreso celebró su primera reunión en su nueva sede de Washington el 2 de enero de 1913, más de 130 mujeres se habían presentado en la misma para comenzar a trabajar.  Utilizando la lista de antiguas miembros del comité, Paul encontró que pocas seguían vivas o en la ciudad, pero sí encontró ayuda. 
Entre las sufragistas locales, recibió la ayuda de la abogada Florence Etheridge y de la maestra Elsie Hill, hija de un congresista. Kent, expresidente del comité, fue fundamental para abrirles las puertas a Paul y Burns en Washington. De la NAWSA, Paul reclutó a Emma Gillett y Helen Hamilton Gardener para ser tesorera y presidenta de publicidad, respectivamente.  Belva Lockwood, que se había postulado a la presidencia en 1884, también asistió a la reunión inicial.   Paul reclutó a Hazel MacKaye para diseñar carrozas profesionales y cuadros alegóricos que se presentarían durante la procesión.  El desfile se denominó oficialmente Procesión del Sufragio Femenino. Según el programa del evento, el propósito declarado era "marchar en un espíritu de protesta contra la actual organización política de la sociedad, de la cual las mujeres están excluidas".  : cover, 3  
La fecha elegida para la procesión, el 3 de marzo, era importante porque el presidente entrante Woodrow Wilson, cuya toma de posesión tendría lugar al día siguiente, recibiría con ello el aviso de que este sería un tema clave durante su mandato. Paul quería presionarlo para que apoyara una enmienda nacional. También garantizó que la procesión gozaría de gran audiencia y publicidad.  : 364  Paul consideró algunos elementos para elegir la fecha: las sufragistas del distrito estaban preocupadas por el clima; el superintendente de policía objetó el momento; incluso la propia Paul estaba preocupada por la necesidad de atraer a un gran número de manifestantes en un corto período de tiempo y organizarlos.  Afortunadamente, Washington contaba con delegaciones del Congreso de todos los estados, y se podía contar con algunas de sus esposas para representar a esos estados. De igual modo, las embajadas podrían proporcionar manifestantes desde países lejanos. 
Para maximizar el uso de los fondos destinados a la publicidad y la creación de una red nacional, el Comité del Congreso dejó claro que las organizaciones y delegaciones participantes tendrían que financiar sus propios viajes, alojamiento y otros gastos.  : 368 

### Ruta del desfile y seguridad

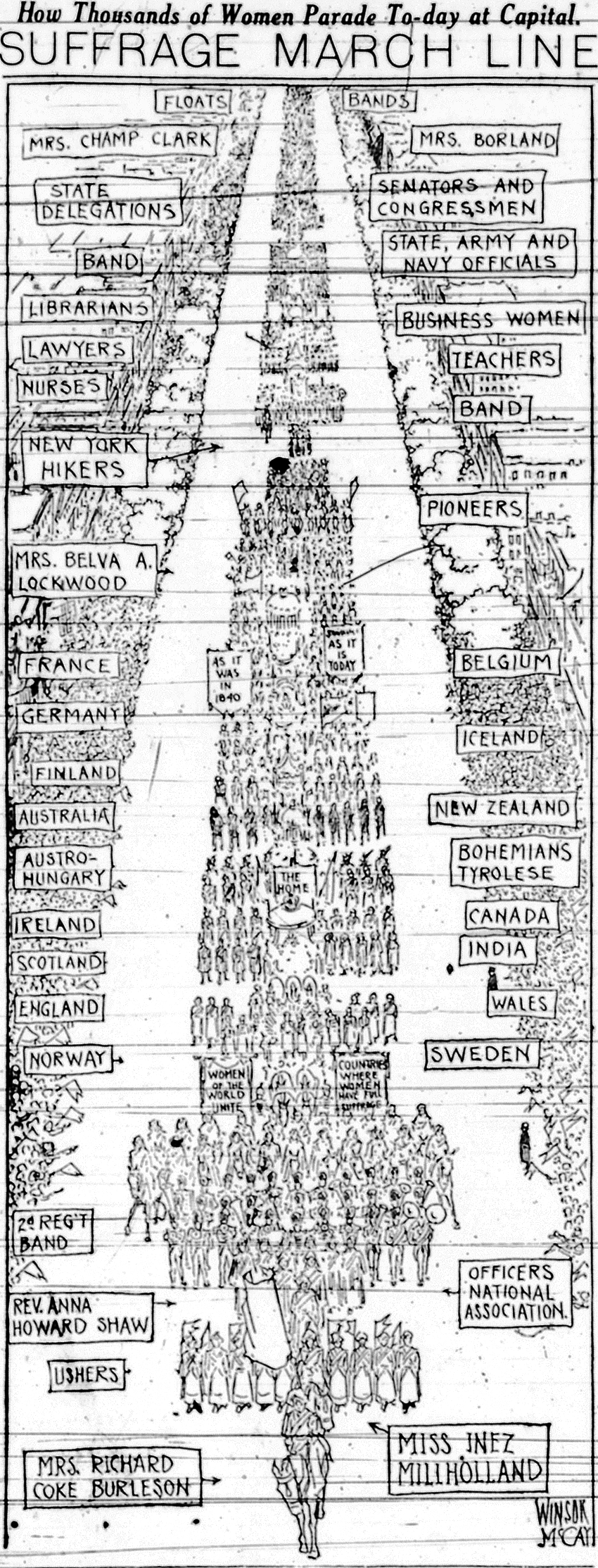
Marcha por el sufragio

Así como el momento del desfile estaba ligado a la inauguración, también lo estaba la ruta que Paul prefirió para tener el máximo impacto en la percepción pública. Solicitó permiso para marchar por la Avenida Pensilvania desde el Monumento a la Paz hasta el Edificio del Tesoro, para seguir hasta la Casa Blanca antes de terminar en el Continental Hall.  El superintendente de policía del distrito, mayor Richard H. Sylvester, otorgó un permiso para recorrer la Calle Dieciséis, lo que habría llevado a la procesión a través de una zona residencial, pasando por varias embajadas.  Más tarde afirmó que había pensado que las sufragistas querían realizar el desfile por la noche y que la policía no habría podido proporcionar suficiente seguridad si marchaban desde el Capitolio.  Sylvester destacó el carácter rústico de la zona baja de la Avenida Pensilvania y el tipo de personas que probablemente asistirían a la inauguración. Paul no estaba satisfecha con la ruta alternativa y llevó la petición a los comisionados del Distrito y a la prensa. Al final cedieron y le concedieron su petición.  Elsie Hill y su madre también habían presionado a Sylvester apelando al padre de Elsie en el Congreso. El Congreso tenía la máxima responsabilidad y el control financiero sobre el departamento de policía del Distrito. 
La inauguración presidencial atrajo una gran afluencia de visitantes de todo el país. Los medios de comunicación estimaron que el número de asistentes estaba entre un cuarto y medio millón de personas. Considerando que la mayoría de estas personas vendrían a observar el desfile sufragista, Paul estaba preocupada por la capacidad de la fuerza policial local para controlar a la multitud; su preocupación resultó ser justificada dados los acontecimientos.   Sylvester sólo había ofrecido una fuerza de 100 oficiales, lo que Paul consideró insuficiente.  Intentó obtener la intervención del presidente William Howard Taft, quien la remitió al secretario de Guerra Henry L. Stimson .  En la semana antes del desfile, el Congreso aprobó una resolución que ordenaba a la policía del distrito detener todo el tráfico desde el Monumento a la Paz hasta la calle 17 desde las 3 p. m. hasta las 5 p. m. el día del desfile y evitar cualquier interferencia con la procesión.   Paul reclutó a una mujer con conexiones políticas para intervenir. Elizabeth Selden Rogers contactó con su cuñado, el secretario Stimson, para solicitarle caballería que proporcionara seguridad adicional. Primero afirmó que estaba prohibido utilizar soldados para ese propósito, pero luego aceptó poner tropas en estado de alerta en caso de emergencia. 

### Contrarrestando los sentimientos antisufragistas
Paul enfatizó estratégicamente la belleza, la feminidad y los roles femeninos tradicionales en la procesión. El tema elegido para la procesión fue "Ideales y virtudes de la mujer estadounidense".  Los antisufragistas consideraban que eran las características más amenazadas al conceder el voto a las mujeres. Quería demostrar que las mujeres podían ser todas esas cosas y aun así ser inteligentes y competentes para votar y desempeñar cualquier otro papel en la sociedad. El atractivo y el talento profesional no eran excluyentes. Estos ideales se plasmaron en la elección de  Inez Milholland, a la cabeza del desfile, una abogada laboralista de la ciudad de Nueva York que había sido apodada "la sufragista más hermosa".  Milholland había desempeñado el mismo papel en una marcha por el sufragio en la ciudad un año antes. 

## La procesión

### La formación de manifestantes

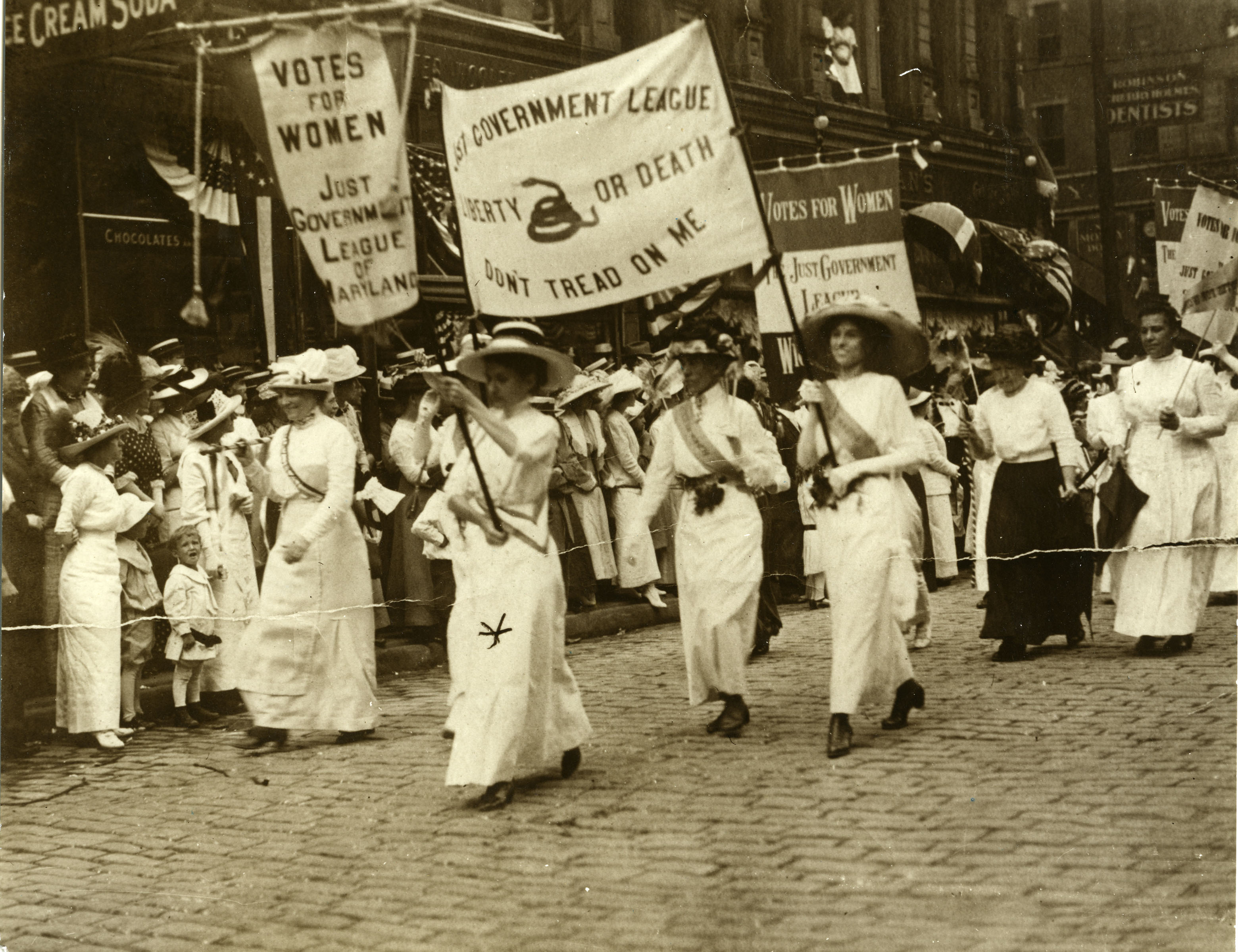
La Liga de Gobierno Justo de Maryland marchando con una variación de la bandera de Gadsden.

Los medios de comunicación informaron que el desfile por el sufragio eclipsó incluso la inauguración.  Se contrataron trenes especiales para llevar espectadores de otras ciudades, sumándose así a las multitudes en Washington. La novedad de la procesión atrajo un enorme interés en todo el este de los EE. UU  Cuando las participantes del desfile se reunieron cerca del Monumento a la Paz alrededor del mediodía, la policía comenzó a acordonar parte de la ruta del desfile.   : 9 Incluso antes de que comenzara el desfile, las cuerdas estaban muy estiradas y se estaban soltando en algunos lugares.  La procesión atrajo a tanta multitud que el presidente electo Wilson se quedó perplejo al no saber por qué no había gente a la vista cuando llegó a la ciudad ese día. 
Jane Walker Burleson a caballo, acompañando una maqueta de la Campana de la Libertad traída desde Filadelfia, encabezó la procesión como Gran Mariscal, seguida inmediatamente por la heraldo, Milholland, en un caballo blanco. Una capa azul pálido fluía sobre su traje blanco, sujeta por una cruz de Malta .  Su pancarta proclamaba "Adelante hacia la luz", una frase originada por Pankhurst y posteriormente utilizada por Blatch. Inmediatamente detrás del heraldo había un carro que decía con valentía: "Exigimos una enmienda a la Constitución de los Estados Unidos que otorgue el derecho al voto a las mujeres de este país".  A continuación desfiló la junta nacional de la NAWSA, liderada por Shaw. 

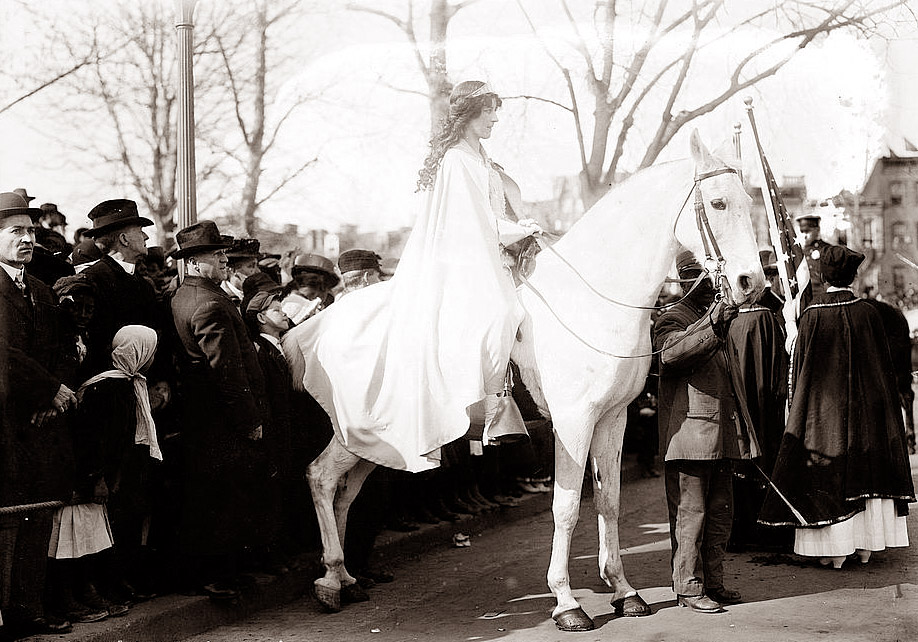
Inez Milholland encabezó la procesión.

Para aumentar el impacto visual, Paul estableció un esquema de colores para cada grupo de manifestantes. El arco iris de colores representaba a las mujeres que salían de la oscuridad del pasado hacia la luz del futuro.  Para añadir dramatismo a los grupos de mujeres que marchaban, "Paul reclutó 26 carrozas, 6 carros dorados, 10 bandas, 45 capitanes, 200 mariscales, 120 pajes, 6 heraldas montados y 6 brigadas montadas", según Adams y Keene.  Las estimaciones sobre el número de participantes en la procesión variaban entre 5.000 y 10.000.  
La primera sección contaba con manifestantes y carrozas de países donde las mujeres ya tenían derecho a voto: Noruega, Finlandia, Australia y Nueva Zelanda.  : 5 La segunda sección tenía carrozas que representaban escenas históricas del movimiento por el sufragio en 1840, 1870 y 1890. Luego llegó una carroza que representaba el estado de la campaña en 1913 en un cuadro positivo de mujeres inspirando a un grupo de niñas. Una serie de carrozas representaban a hombres y mujeres trabajando codo a codo en casa y en diversas profesiones. Luego vino otro con un hombre que sostenía una representación del gobierno sobre sus hombros mientras una mujer con las manos atadas permanecía indefensa a su lado. 

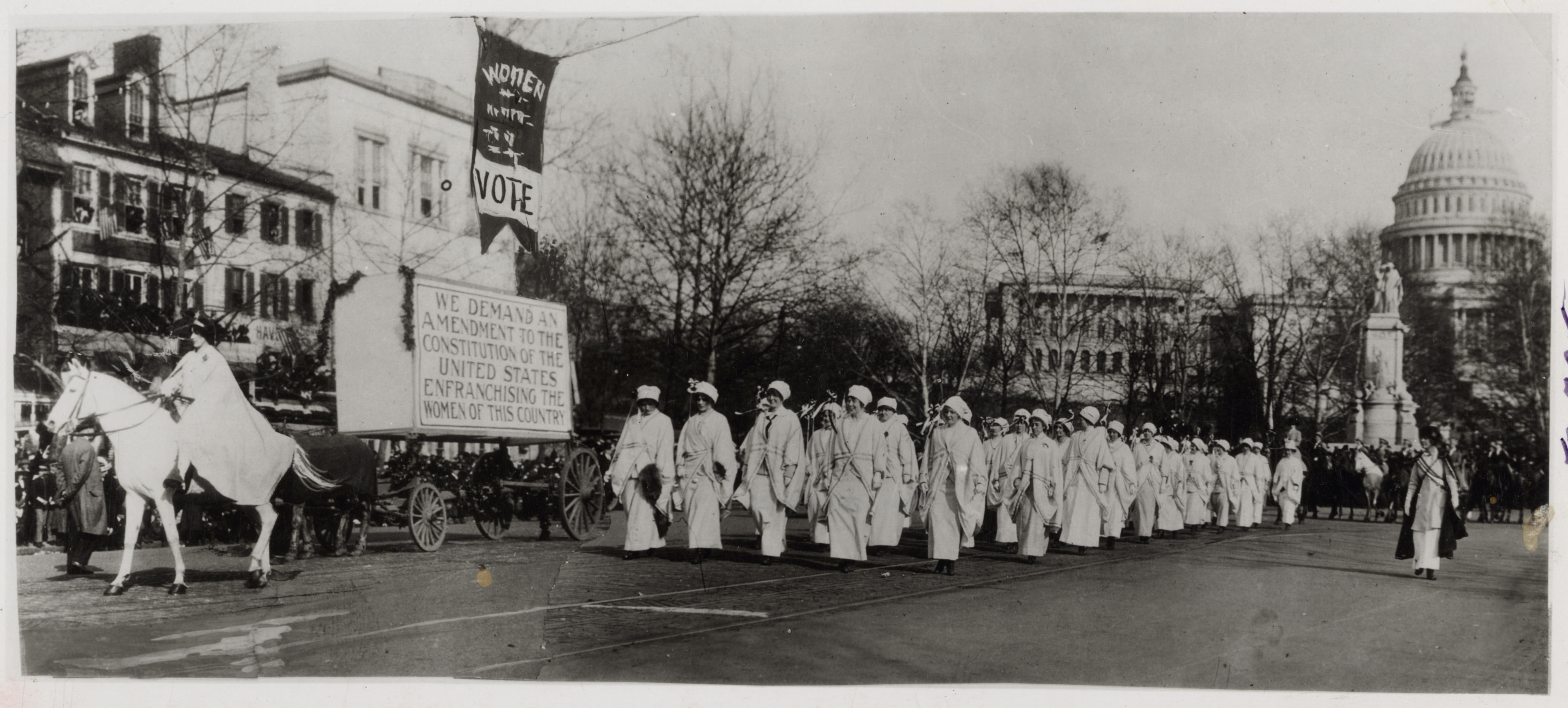
Cabecera de la procesión por el sufragio femenino con la heraldo Inez Milholland al frente

Una carroza representaba a enfermeras, seguida por un grupo de enfermeras marchando. Los grupos de mujeres que representaban los roles tradicionales de la maternidad y el cuidado del hogar vinieron después a cambiar la imagen de las sufragistas como mujeres trabajadoras asexuadas.  A esto le siguió un orden cuidadosamente orquestado de mujeres profesionales, comenzando con varios grupos de enfermería, la Unión Cristiana de Mujeres por la Templanza y la Asociación de Padres  Maestros (PTA), antes de agregar finalmente carreras no tradicionales como abogadas, artistas y empresarias. 

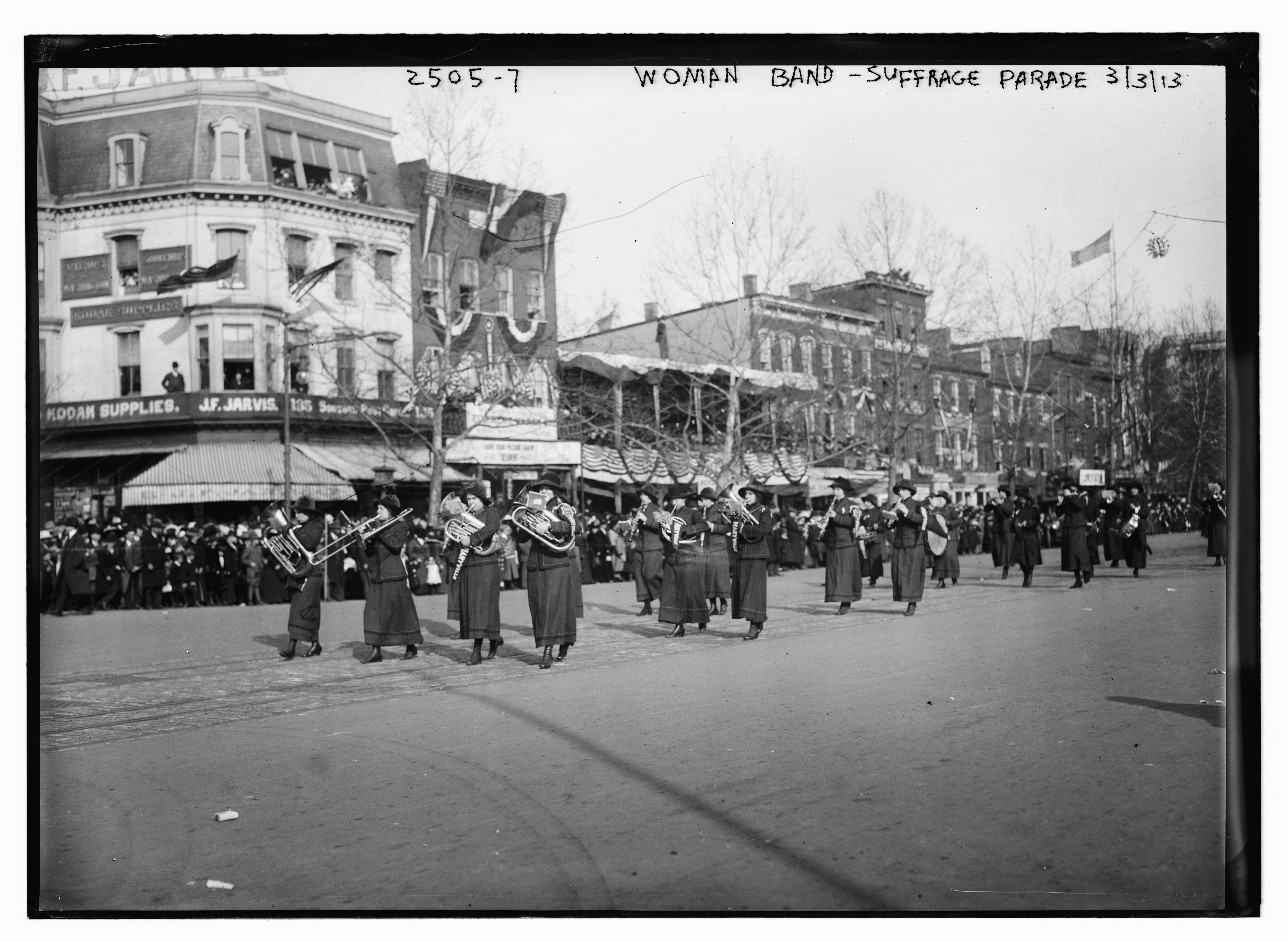
Banda de mujeres en la procesión por el sufragio femenino

Después de una carroza que representaba la Declaración de Derechos, apareció una pancarta que mostraba los nueve estados con derecho a sufragio en colores brillantes y los estados restantes en negro. Este tema también fue representado gráficamente utilizando mujeres vestidas de manera similar. Llevaban una pancarta que sugería que las mujeres sin derecho a voto estaban esclavizadas por los hombres con derecho a voto, citando a Abraham Lincoln : "Ningún país puede existir mitad esclavo y mitad libre". Otra cita de Lincoln se incluyó en la parte superior del programa oficial: "Estoy a favor de que todos compartan el privilegio del gobierno y ayuden a soportar sus cargas, sin excluir de ninguna manera a las mujeres". Las mujeres de los estados con derecho al voto desplegaron sus coloridas banderas de la organización en carros que precedían a cada grupo. 
Un grupo destacado en la procesión fueron las peregrinas lideradas por la "General" Rosalie Jones. Las excursionistas con capas marrones recorrieron más de 200 millas (320 km) desde la ciudad de Nueva York a Washington en dieciséis días. Su viaje recibió una considerable cobertura de prensa y una gran multitud se reunió para saludarles a su llegada a la ciudad el 28 de febrero 

### Cuadros alegóricos

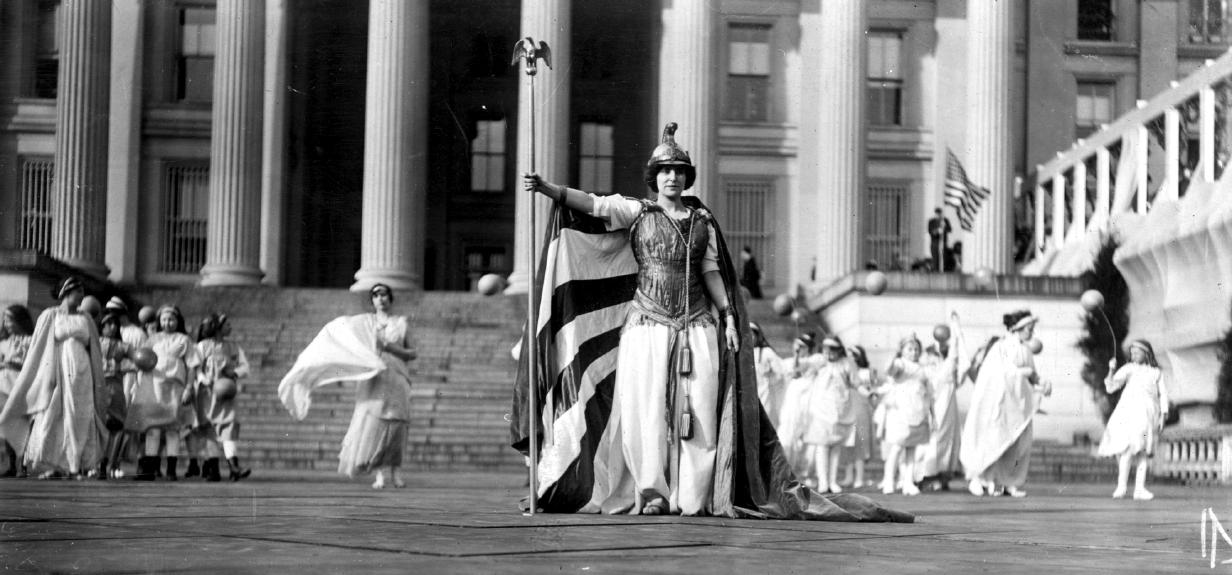
La actriz alemana Hedwiga Reicher en el papel de Columbia

Simultáneamente a la procesión, se desarrolló un cuadro alegórico en la escalinata del Edificio del Tesoro.  El espectáculo fue escrito por la dramaturga Hazel MacKaye y dirigido por Glenna Smith Tinnin .  Estas escenas fueron interpretadas por actrices mudas para representar diversos atributos de patriotismo y orgullo cívico, que tanto hombres como mujeres se esforzaban por emular. El público reconocería el estilo de presentación de eventos festivos similares en todo el país. MacKaye ambientó cada escena utilizando mujeres vestidas con trajes de toga y acompañadas de música de salón simbólica que también sería familiar para el público. 

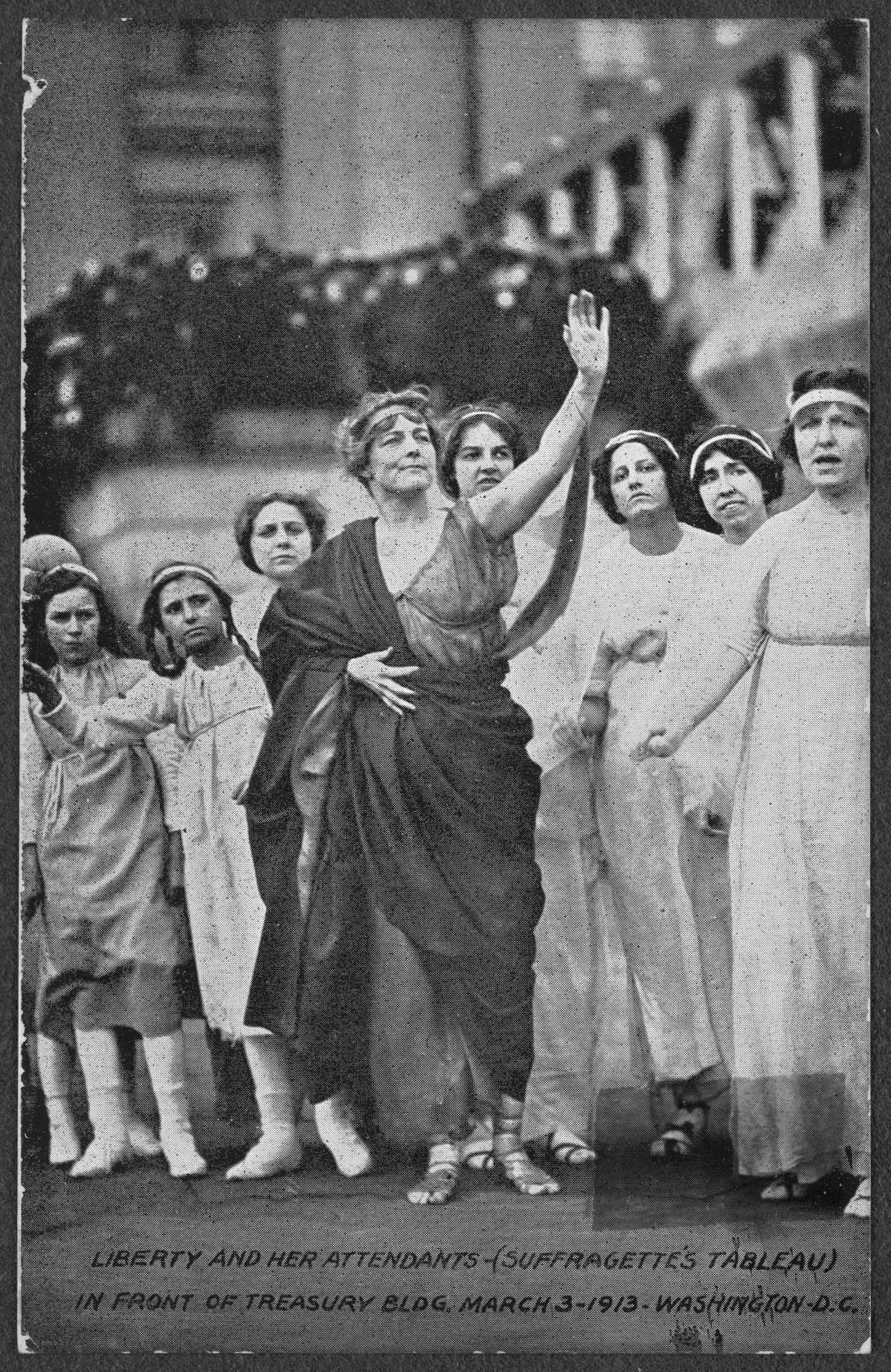
Florence Fleming Noyes como Libertad y sus asistentes. Un cuadro de sufragio en las escaleras del edificio del Tesoro. 3 de marzo de 1913.

El acto comenzó con un relevo de toques de trompetas desde el Monumento a la Paz hasta el Edificio del Tesoro. La primera escena presentaba a Columbia, quien avanzó hacia el escenario al son de " The Star-Spangled Banner ". Ella convocó a la Libertad, la Caridad, la Justicia, la Esperanza y la Paz para que se unieran a ella. En la escena final, Columbia se colocó como guardiana de todas las demás, y se reunieron para observar la procesión de sufragistas que se acercaba.  Al crear este impresionante drama, Paul diferenció el movimiento sufragista estadounidense del británico "apropiándose plenamente de las mejores posibilidades de la retórica visual no violenta", según Adams y Keene. 

### Participantes notables
- La Dra. Nellie V. Mark se desempeñó como mariscal de las mujeres profesionales de Maryland en la parte del desfile correspondiente a Maryland. [72] : 475
- Jeannette Rankin, de Montana, marchó bajo el cartel de su estado; regresó a Washington cuatro años más tarde como representante de los Estados Unidos. [73]
- Charlotte Anita Whitney, quien luego se convirtió en una figura política en su estado natal de California, se desempeñó como segunda vicepresidenta de NAWSA y marchó con las oficiales.
- Mary Ware Dennett, de Nueva York, también marchó con la junta de NAWSA como secretaria correspondiente.
- Susan Walker Fitzgerald, secretaria de actas de NAWSA de Boston, más tarde pasó a servir en la legislatura de Massachusetts .
- Katherine Dexter McCormick, tesorera de NAWSA, se convirtió en una notable filántropa y una importante financiadora de la investigación sobre control de la natalidad.
- Harriet Burton Laidlaw, primera auditora de la junta directiva de NAWSA, era de Nueva York y una activista política en muchos temas.
- Abby Scott Baker, residente y activista de DC, organizó las carrozas y los manifestantes en la sección para países extranjeros.
- Dorothy Bernard, nacida en Sudáfrica, tuvo una carrera actoral en California y organizó el grupo de actrices en la procesión.
- Jane Delano, presidenta y fundadora del Servicio de Enfermería de la Cruz Roja Estadounidense, organizó el grupo de enfermeras.
- Carrie Williams Clifford, autora feminista estadounidense, activista de los derechos civiles y miembro de clubes
- Lavinia Dock, pionera en la educación de enfermería, ayudó a Delano con la sección de enfermería del desfile.
- Bertha McNeil fue una activista por los derechos civiles, activista por la paz y educadora estadounidense.
- Fola La Follette, actriz de Broadway de Wisconsin y activista que lideró el grupo de actrices en la marcha.
- Lillian Wald, fundadora de la enfermería comunitaria y participante en la fundación de la NAACP, dirigió la sección de enfermeras.
- Georgiana Simpson, filóloga y primera mujer afroamericana en recibir un doctorado en Estados Unidos.
- Ellen Spencer Mussey, una abogada de DC que más tarde fundó la Asociación de Mujeres Abogadas del Distrito de Columbia, encabezó al grupo de abogadas en la procesión. Ella consiguió que el Congreso aprobara una legislación para dar a las mujeres de DC los mismos derechos sobre sus hijos.
- Mary Johnston, de Virginia, fue una popular escritora de ficción histórica. Ella realizó una intervención en la manifestación en Continental Hall después del desfile.
- Estelle Willoughby Ions, compositora de Luisiana, dirigió la sección de músicos.
- Elizabeth Thacher Kent, trabajó para aprobar la legislación sobre el sufragio en California y también fue ambientalista. Contrató y organizó las bandas para la procesión.
- Julia Lathrop, jefa de la Oficina de Protección Infantil de Estados Unidos, fue la primera mujer en dirigir una oficina federal, nombrada por el presidente Taft. Marchó con la pancarta de Mujeres en el Servicio Gubernamental.
- Annie Jenness Miller, diseñadora de ropa, defensora de la reforma en el vestir, destacada conferencista y contratista de construcción, organizó el comité de la tribuna.
- Genevieve Clark Thomson, quien más tarde se postuló para el Congreso por Luisiana, encabezó la delegación de Misuri .
- Harriet Taylor Upton, quien se convirtió en la primera mujer en ocupar el cargo de vicepresidenta del Comité Nacional Republicano, encabezó la delegación de Ohio .
- Florence Fleming Noyes, una bailarina que interpretó el papel de Libertad, coreografió todos los cuadros.
- Ann Washington Craton, una organizadora laboral que entonces era estudiante en la Universidad George Washington y que marchó con toga y birrete.

### Fallo de seguridad
El desfile y los cuadros en el Edificio del Tesoro estaban programados para comenzar simultáneamente a las 3 p. m. Sin embargo, el toque de trompeta que iniciaba la procesión no sonó hasta las 3:25 p. m. A la cabeza iban varios vehículos de escolta policial y seis agentes montados en formación de cuña. Cuando el frente del desfile llegó a la Calle 5, la multitud había bloqueado completamente la avenida. En ese momento, la escolta policial pareció desaparecer entre la multitud.  Milholland y otros a caballo utilizaron los animales para ayudar a hacer retroceder a la multitud. Paul, Burns y otras miembros del comité trajeron un par de automóviles al frente para ayudar a crear un paso para la procesión. La policía había hecho poco para abrir la ruta del desfile como les había ordenado el Congreso. Sylvester, que estaba en la estación de tren esperando la llegada de Wilson, se enteró del problema y llamó a la unidad de caballería que estaba en espera en Fort Myers. Sin embargo, los soldados montados no llegaron al lugar hasta alrededor de las 4:30. Luego pudieron completar el desfile. 
Los espectadores, tanto hombres como mujeres, salieron a la calle, aunque los hombres eran mayoría. Hubo tanto alborotadores como partidarios, pero la mariscal de desfile Burleson y otras mujeres en la procesión se sintieron intimidadas, en particular por los cánticos hostiles.  El periódico Evening Star (Washington) publicó una reseña que destaca las respuestas positivas al desfile y al espectáculo.  La multitud se apiñó y más de doscientas personas tuvieron que ser atendidas por heridas en hospitales locales.  En un momento dado, Paul reconoció con simpatía que la policía estaba abrumada y que no se habían asignado suficientes efectivos al desfile, pero pronto cambió su postura para maximizar la publicidad de su causa.  La policía detuvo a algunos espectadores y les multó por cruzar las cuerdas. 
Antes de que llegara la caballería, otras personas comenzaron a ayudar a controlar a la multitud. A veces los manifestantes se vieron obligados a caminar en fila india para avanzar.  Los Boy Scouts con porras ayudaron a empujar a los espectadores hacia atrás. Un grupo de soldados unió sus brazos para contener a la gente. Algunos de los conductores negros de las carrozas también intervinieron para ayudar.  Las guardias nacionales de Massachusetts y Pensilvania también intervinieron. Finalmente, los chicos de la Escuela de Agricultura de Maryland crearon una barrera humana para proteger a las mujeres de la multitud enojada y ayudarlas a llegar a su destino. : 174 

### Manifestación en el Continental Hall
El acto final fue una reunión en el Memorial Continental Hall (más tarde parte del ampliado DAR Constitution Hall ). Las oradoras fueron Anna Howard Shaw, Carrie Chapman Catt, Mary Johnston y Helen Adams Keller .  Shaw, al reflexionar sobre el fracaso de la protección policial, afirmó que estaba avergonzada de la capital nacional, pero elogió a las manifestantes. También reconoció que podían utilizar la publicidad sobre los fallos de la policía en beneficio de las sufragistas. Blatch había utilizado un fallo de seguridad similar en Nueva York en 1912 en beneficio de las sufragistas. 

## Secuelas

### Respuesta de Alice Paul
Aunque al principio simpatizó con la fuerza policial abrumada en el desfile, Paul rápidamente aprovechó el abuso verbal que habían sufrido las manifestantes. Culpó a la policía por conspirar con la oposición violenta a la manifestación no violenta. Pidió a las participantes que escribieran declaraciones juradas sobre las reacciones negativas que habían experimentado, que Paul utilizó para solicitar al Congreso que tomara medidas contra el jefe Sylvester. También utilizó estas declaraciones para generar comunicados de prensa en Washington y en todo el país, obteniendo publicidad adicional para la procesión por el sufragio. La publicidad resultante también generó donaciones adicionales que ayudaron a Paul a cubrir el costo del evento de $13,750. 
La campaña publicitaria de Paul enfatizó que los manifestantes habían demostrado valentía y resistencia no violenta ante la multitud hostil. Varias sufragistas señalaron en los medios de comunicación que un gobierno que no podía proteger a sus ciudadanas no podía representarlas adecuadamente. La hábil gestión de la situación por parte de Paul convirtió el sufragio femenino en uno de los temas más discutidos en Estados Unidos.  
Paul también organizó una reunión, principalmente de hombres políticos que apoyaban el sufragio, en el Teatro Columbia . El propósito era presionar al Congreso para que celebrara audiencias sobre la mala conducta policial. Entre los participantes clave se encontraban el abogado activista Louis Brandeis (que se convirtió en juez de la Corte Suprema en 1916) y el senador de Minnesota Moses Edwin Clapp . Ella Mantuvo su papel en la organización del evento fuera del foco de atención. 

### Respuesta del Congreso

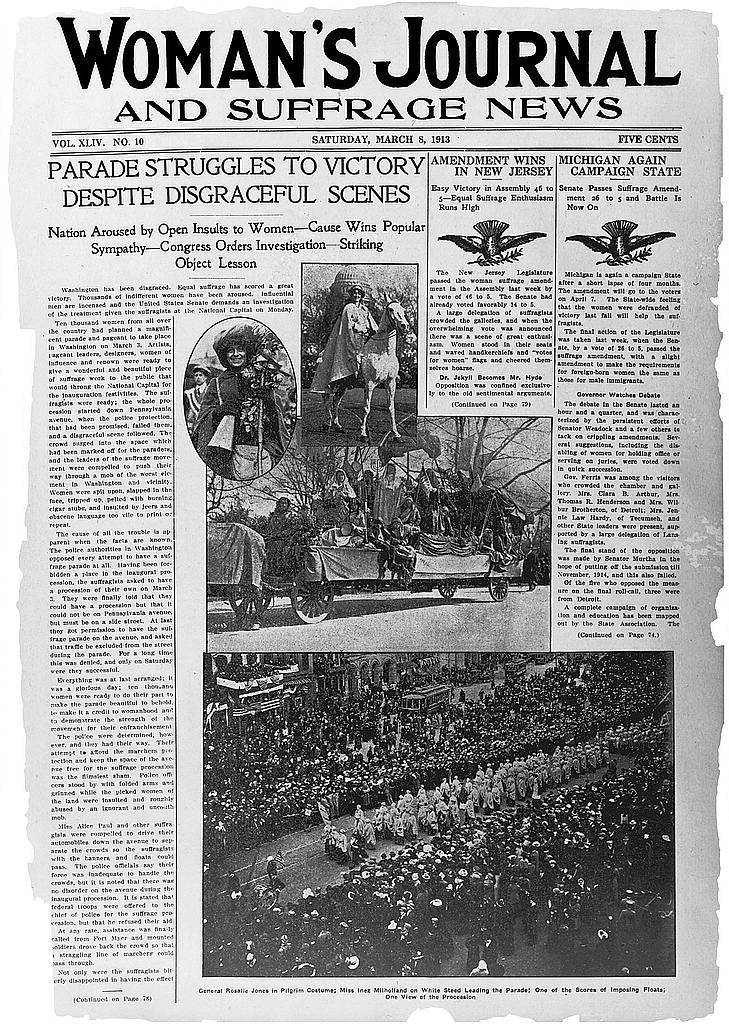
8 de marzo de 1913, portada del Woman's Journal

El Comité Senatorial del Distrito de Columbia organizó rápidamente una audiencia del subcomité para determinar por qué las multitudes en el desfile se habían salido de control.  Escucharon testimonios y leyeron numerosas declaraciones juradas. Las audiencias se celebraron del 6 al 13 de marzo y del 16 al 17 de abril. Sylvester defendió sus acciones y culpó a agentes de policía individuales por desobedecer sus órdenes. Al final, Sylvester fue exonerado, pero la opinión pública hacia él fue desfavorable.  : 371 Cuando finalmente se vio obligado a dimitir en 1915 debido a un incidente no relacionado, la mala gestión del desfile de 1913 fue vista como un factor decisivo en su derrocamiento. 

### Presidente Wilson
Alice Paul y la Unión del Congreso pidieron al presidente Wilson que presionara al Congreso para que aprobara una enmienda federal, comenzando con una delegación a la Casa Blanca poco después del desfile y en varias visitas adicionales. Inicialmente respondió diciendo que nunca había considerado el asunto, aunque en 1911 le dijo a una delegación de Colorado que estaba reflexionando sobre el tema. Aunque aseguró a las mujeres que lo consideraría, no tomó ninguna medida al respecto; finalmente, señaló rotundamente que no había lugar para el sufragio en su agenda.  La delegación deseaba que Wilson presionara a su partido para que apoyara la legislación sobre el sufragio. Afirmó que no tenía influencia sobre las acciones de su partido en el Congreso. Aun así, en cuestiones que consideraba importantes, utilizó su influencia de manera partidista, como por ejemplo en la derogación de la ley de peajes del Canal de Panamá . 
Cuando se le preguntó si había sido imprudente por parte de ella presionar a Wilson por su postura sobre el sufragio femenino, Paul respondió que era importante hacer que el público conociera su posición para que pudieran usarla en su contra cuando llegara el momento de presionar a los demócratas durante una elección.  Tuvo que esperar hasta 1918 para que Wilson finalmente cambiara su postura sobre la enmienda del sufragio.  

### Impactos en el movimiento sufragista
Paul inauguró su liderazgo en el movimiento sufragista estadounidense con la procesión de 1913. Este acontecimiento reavivó el impulso a favor de una enmienda que permitiera el sufragio femenino a nivel federal, una causa que la NAWSA había dejado languidecer.  Poco más de un mes después del desfile, la enmienda Susan B. Anthony fue presentada nuevamente en ambas cámaras del Congreso.  Por primera vez en décadas, se debatió en el pleno.   La manifestación en Pennsylvania Avenue fue la precursora de otros eventos de alto perfil de Paul que, junto con las acciones de la NAWSA, culminaron en la aprobación de la Decimonovena Enmienda a la Constitución de los EE. UU. en 1919 y su ratificación en 1920.   : 425–428 
El enfoque de Paul en una enmienda federal contrastó marcadamente con el enfoque de la NAWSA sobre el sufragio estado por estado, lo que llevó a una ruptura entre el Comité Constitucional y la junta nacional. El comité se desvinculó de la NAWSA y se convirtió en la Unión del Congreso.  La Unión del Congreso finalmente fue absorbida por el Partido Nacional de la Mujer, también liderado por Paul, en 1916. 

### En el cine
La Procesión por el Sufragio Femenino apareció en la película de 2004 Iron Jawed Angels (Ángeles de hierro), que narra las estrategias de Alice Paul, Lucy Burns y el Partido Nacional de la Mujer mientras presionan y se manifiestan para la aprobación de la 19.ª Enmienda a la Constitución de los Estados Unidos, que garantizaría el derecho al voto para todas las mujeres estadounidenses. 

### Moneda de Estados Unidos
El 20 de abril de 2016, el Secretario del Tesoro , Jack Lew, anunció planes para que el reverso del nuevo billete de $10 presente una imagen de la Procesión por el Sufragio Femenino de 1913 que pasó por las escaleras del Departamento del Tesoro, donde tuvieron lugar los cuadros alegóricos. También está previsto honrar a muchas de los líderes del movimiento sufragista, entre ellas Lucretia Mott, Sojourner Truth, Susan B. Anthony, Elizabeth Cady Stanton y Alice Paul . El anverso del nuevo billete de $10 conservará el retrato de Alexander Hamilton . Los diseños de los nuevos billetes de $5, $10 y $20 se darían a conocer en 2020.  Más tarde se dijo que el nuevo billete no estaría listo para circular hasta 2026. 

### Racismo anti-negro
El movimiento por el sufragio femenino, liderado en el siglo XIX por mujeres como Susan B. Anthony y Elizabeth Cady Stanton, tuvo su génesis en el movimiento abolicionista, pero a principios del siglo XX, el objetivo de Anthony de lograr el sufragio universal se vio eclipsado por un racismo casi universal en los Estados Unidos .   Aunque las sufragistas anteriores habían creído que ambas cuestiones podían vincularse, la aprobación de la Decimocuarta Enmienda y la Decimoquinta Enmienda creó una división entre los derechos de los afroamericanos y el sufragio femenino al priorizar el derecho al voto de los hombres negros por sobre el sufragio universal para todos los hombres y mujeres.  En 1903, la NAWSA adoptó oficialmente una plataforma de derechos de los estados que tenía por objeto apaciguar y atraer a los grupos sufragistas del sur de Estados Unidos. Los firmantes de la declaración incluyeron a Anthony, Carrie Chapman Catt y Anna Howard Shaw.
Con la prevalencia de la segregación en todo el país y dentro de organizaciones como la NAWSA, los negros habían formado grupos activistas para luchar por la igualdad de derechos. Muchos tenían estudios universitarios y estaban resentidos por su exclusión del poder político. El quincuagésimo aniversario de la Proclamación de Emancipación emitida por el presidente Abraham Lincoln en 1863 también cayó en 1913, lo que les dio aún más incentivos para marchar en el desfile por el sufragio.  Nellie Quander, de la hermandad Alpha Kappa Alpha, pidió un lugar en la sección femenina de la universidad para las mujeres de Howard.  En una carta fechada el 17 de febrero de 1913 dirigida a Alice Paul, Quander analiza el deseo de que a las mujeres de Howard se les dé un lugar destacado en la marcha y solicita a Paul que identifique a un orador adecuado para reemplazar a Jane Addams, quien tenía previsto dirigirse a la hermandad en marzo, pero se estaba preparando para viajar a Egipto.  Estas cartas fueron una continuación de la discusión iniciada por Paul e iniciada por Elise Hill cuando Hill fue a la Universidad Howard a solicitud de Paul para reclutar a las mujeres Howard.   
Pero Gardener, nacido en Virginia, intentó persuadir a Paul de que incluir a los negros sería una mala idea porque las delegaciones del Sur amenazaron con retirarse de la marcha. Paul había intentado mantener las noticias sobre las manifestantes negras fuera de la prensa, pero cuando el grupo de Howard anunció su intención de participar, el público se dio cuenta del conflicto.  Un artículo periodístico indicó que Paul les dijo a algunas sufragistas negras que la NAWSA creía en la igualdad de derechos para las "mujeres de color", pero que algunas mujeres sureñas probablemente se opondrían a su presencia. Una fuente de la organización insistió en que la postura oficial era "permitir a los negros marchar si así lo deseaban".  En una entrevista de historia oral de 1974, Paul recordó el "obstáculo" del plan de Terrell de marchar, que molestó a las delegaciones del Sur. Ella dijo que la situación se resolvió cuando un cuáquero que dirigía la sección de hombres propuso que los hombres marcharan entre los grupos de la Universidad del Sur y de Howard. 
Mientras que en memoria de Paul, se llegó a un compromiso para ordenar el desfile como sección de mujeres del sur, luego de hombres y finalmente de mujeres negras, los informes en el periódico de la NAACP, The Crisis, describen los eventos desarrollándose de manera bastante diferente, con mujeres negras protestando contra el plan de segregarlas.  Lo que está claro es que algunos grupos intentaron, el día del desfile, segregar a sus delegaciones.  Por ejemplo, una instrucción de último momento de la presidenta de la sección de la delegación estatal, Genevieve Stone, causó un alboroto adicional cuando le pidió al único miembro negro de la delegación de Illinois, Ida B. Wells-Barnett, que marchara con el grupo negro segregado en la parte de atrás del desfile. Algunos historiadores afirman que fue Paul quien hizo la petición, aunque esto parece poco probable después de la decisión oficial de la NAWSA.   Wells-Barnett finalmente se reunió con la delegación de Illinois mientras la procesión avanzaba por la avenida. Al final, las mujeres negras marcharon en varias delegaciones estatales, incluidas Nueva York y Míchigan . Algunas se unieron a sus compañeras de trabajo en grupos profesionales. También había hombres negros conduciendo muchas de las carrozas.  Los espectadores no trataron de forma diferente a los participantes negros. 